# .ug
.ug is het achtervoegsel van domeinen van Oeganda.